# Enns (ciudad)
Enns es una ciudad en el estado federado austríaco de Alta Austria, ubicada a 281 msnm, en el lugar donde el río Enns —que la separa del estado de Baja Austria— desemboca en el Danubio, que la separa de la ciudad de Mauthausen, tristemente famosa por albergar un campo de concentración durante la Segunda Guerra Mundial.
Enns fue uno de los primeros lugares de Austria en recibir un fuero que le otorgaba privilegios de ciudad (Stadtrecht). Este fuero data del 22 de abril de 1212 y el documento se muestra en el museo local. Dicha fecha también aparece en la Torre de la ciudad, el símbolo de Enns.

## Geografía

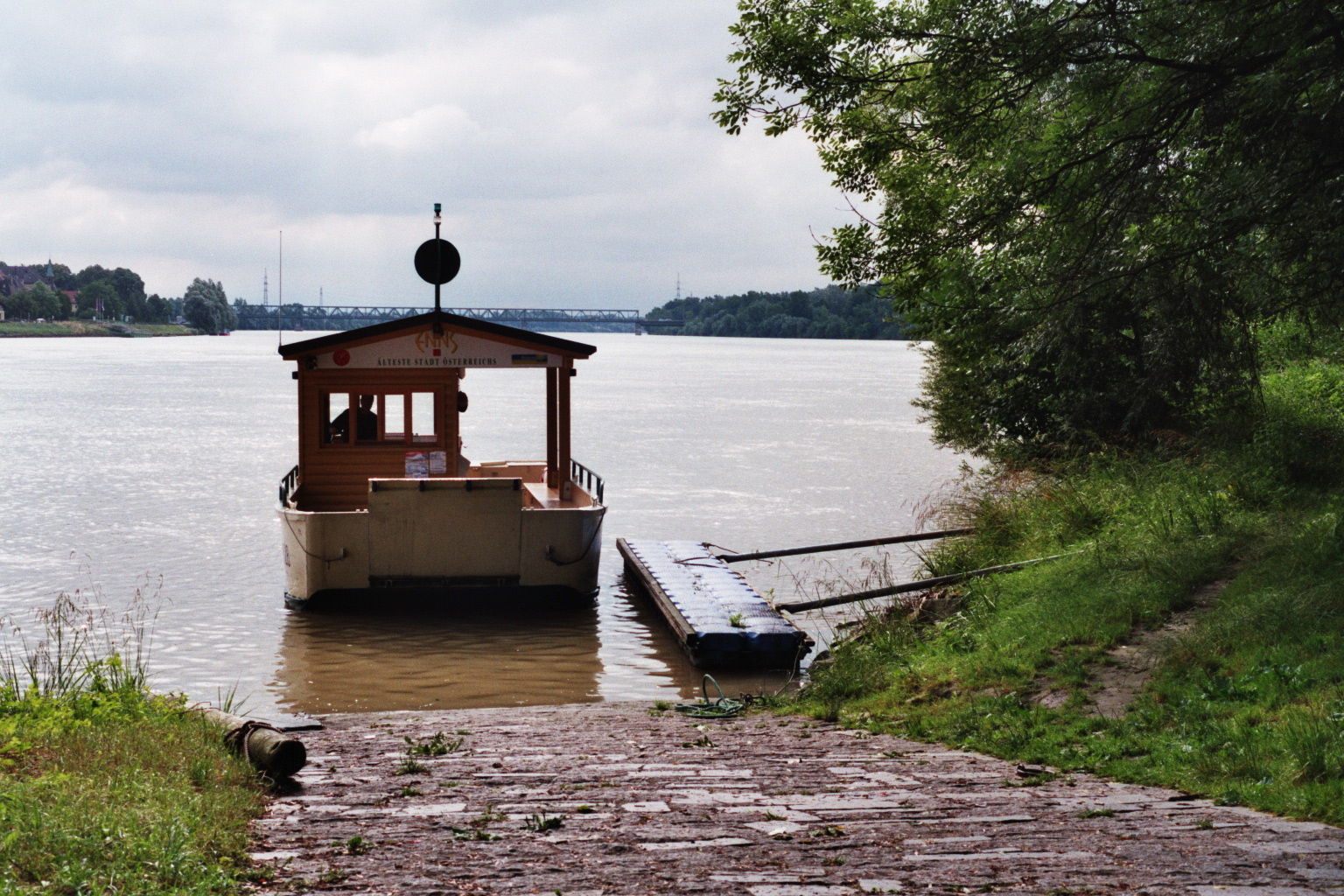
Ferry para bicicletas sobre el río Danubio, entre Enns y Mauthausen

Enns ocupa una extensión de 7.5 km de norte a sur y 8,6 km de oeste a este. Su superficie total es de 34.3 km², de los cuales el 12.8 % están cubiertos por bosque y el 64.1% se destinan a la agricultura.
El municipio puede dividirse en las entidades de Einsiedl, Enghagen, Enghagen am Tabor, Enns, Ental, Erlengraben, Hiesendorf, Kottingrat, Kristein, Kronau, Lorch, Moos, Rabenberg y Volkersdorf.

## Historia

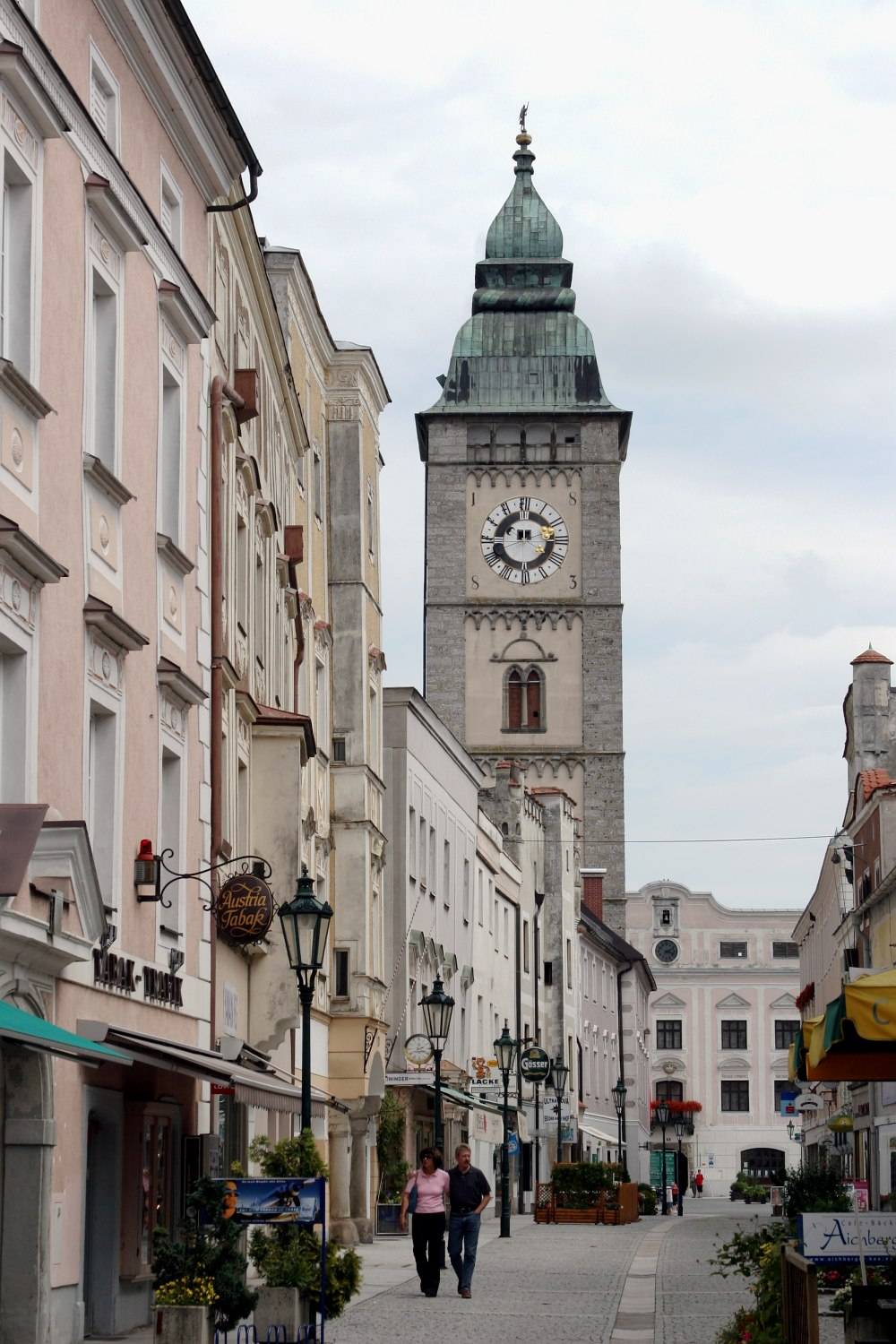
La Torre de Enns

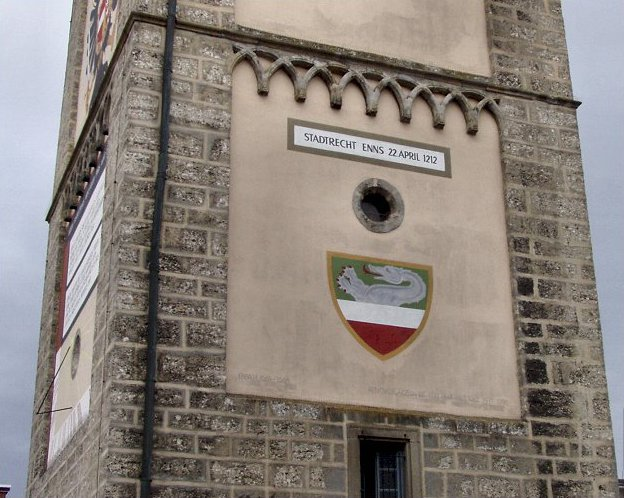
Torre de la ciudad

El primer asentamiento en la zona de la desembocadura del río Enns en el Danubio se remonta a 4000 años atrás. Los celtas se asentaron en la zona hacia el año 400 a. C. Su reino de Noricum se incorporó al Imperio Romano en 15 a. C. y se consideró como Provincia Romana bajo el Emperador Claudio en 45 a. C.
En los siglos II y III, el campo romano de Lauriacum, donde estaban acantonados 6000 soldados, se hallaba en territorio del actual Enns. El asentamiento adyacente (hoy: Lorch) recibió privilegios de municipium en el año 212 por el emperador Caracalla cuando tenía unos 30.000 habitantes. Durante la Persecución de Diocleciano a los cristianos, un comandante del Ejército de Roma, San Florián, murió como mártir en Lauriacum el 4 de mayo de 304, al ser ahogado en el río Enns. Sólo nueve años después el emperador Constantino I proclamó la tolerancia religiosa con el Edicto de Milán. Hacia 370, una basílica paleocristiana se construyó sobre los restos de un templo de Júpiter, y Lauriacum fue sede de un obispado hasta 488. La moderna basílica de San Lorenzo de Lorch se construyó en 1344 sobre los cimientos de la vieja iglesia.
Hacia 900 el castillo Enisiburg y después el palacio Ennsegg se erigieron sobre la colina de Georgenberg como fortaleza defensiva contra las invasiones magiares. El asentamiento que la rodeaba prosperó desde el siglo XII, cuando Ottokar II, margrave de Estiria estableció un mercado en él. En 1186 se firmó el Pacto de Georgenberg, un acuerdo de herencia entre Ottokar IV, duque de Estiria, que carecía de heredero varón, y Leopoldo V, duque de Austria de la Casa de Babenberg. Tras la muerte de Ottokar IV en 1192, su ducado de Estiria —entonces sustancialmente mayor que el estado actual del mismo nombre y que abarcaba desde la actual Eslovenia hasta la Alta Austria— pasó a la Casa de Babenberg. De este modo Enns pasó a ser austriaco.
Dado que Leopoldo VI, duque de Austria otorgó a Enns un fuero urbano en 1212, esta es considerada la más antigua ciudad de Austria (aparte de su estatus municipal en época romana). El monumento más destacado de Enns, la Torre de la Ciudad en la Plaza principal, fue erigida entre 1564 y 1568 como campanario, torre de vigilancia y torre que contaba con un reloj.

## Política

### Concejo municipal
El concejo municipal consta de 37 miembros. Desde las elecciones de 2003, la representación de los partidos en él es como sigue:
- 21 Partido Socialdemócrata de Austria
- 12 Partido Popular de Austria
- 3 Los Verdes-La Alternativa Verde
- 1 Partido de la Libertad de Austria

El alcalde actual es Franz Stefan Karlinger, un socialdemócrata.

## Población
En 1991 Enns tenía 10.192 habitantes de acuerdo con el censo. Su número creció hasta 10639 en el censo de 2001.